# Observatório de Green Bank
O Observatório de Green Bank é conhecido principalmente por sediar o Green Bank Telescope (GBT), que é o maior radiotelescópio orientável do mundo. As instalações são parte da rede do National Radio Astronomy Observatory (NRAO) e está localizado em Green Bank, em Virgínia Ocidental nos Estados Unidos. O observatório está localizado no centro da zona de silêncio de rádio americano (United States National Radio Quiet Zone), um retângulo de mais de 33 000 km2 que foram proibidos ou severamente restringidos transmissões de rádio.

## Descobertas notáveis
Em 1968, o GBI descobriu o jovem pulsar do Caranguejo (PSR B0531+21).
Em 2002, o GBT descobriu três pulsares de milissegundo, inesperadas no aglomerado globular M62 ainda amplamente estudado.
Em 2006, ele descobriu o pulsar mais rápido já observado: PSR J1748-2446ad girando a 716 rotações por segundo, a Superbolha de Ophiuchus escapar da Via Láctea, a 23 000 ano-luz do Sol e um campo magnético da bobina na nuvem molecular da Nebulosa de Órion.